# 城巴26線
城巴26線是香港香港島的一條循環巴士路線，由勵德邨開出，途經銅鑼灣、灣仔（軒尼詩道）、金鐘、中環及上環等地，並以荷李活道作為循環點。

## 歷史
中巴在1976年開辦往返銅鑼灣及荷里活道的24線後，亦計劃開辦26線，循環來往北角碼頭及勵德邨，順時針依次途經炮台山道、怡景道、勵德邨道、大坑道及英皇道，以方便新遷入勵德邨的居民前往北角碼頭轉乘渡輪。計劃後修改為駛至勵德邨後，改往大坑徑依原路折返，惟最後均未有成事。
- 1987年：中巴將11M及24號線合併成26線。初時只在每日早上至傍晚提供服務，是荷李活道居民的主要交通工具；但由於經營欠佳，在客量不斷下降的情況下，運輸署曾經提出停駛本線，改以專線小巴取代，但遭受荷李活道居民強烈反對而擱置。
- 1998年9月1日：中巴專營權結束，改由新巴營運，自此服務才正式得到改善。
- 1999年1月21日：本線改為全線空調巴士服務，同年2月8日起其後更延長服務時間至平日晚上。
- 2004年4月26日：配合23B服務縮減，新巴在本線與23及12M提供八達通轉乘優惠，成為首個新巴互轉城巴的八達通轉乘計劃。
- 2013年7月14日：配合23A取消，新巴增設本線與12的八達通轉乘優惠。同時增加本線用車以加強班次，星期一至五（公眾假期除外）早上及下午繁忙時間的班次將分別加強至8-10分鐘及12分鐘一班，而其餘時間的班次為12-20分鐘一班。
- 2018年1月28日：星期日及公眾假期的頭班車提早至06:00開出[3]。
- 2018年6月26日：增設實時抵站時間查詢服務。[4]
- 2023年7月1日：因應城巴新巴專營權合併，本線改由城巴經營。

## 服務時間
| 勵德邨開         | 勵德邨開    | 勵德邨開     |
| 日期             | 服務時間    | 班次（分鐘） |
| ---------------- | ----------- | ------------ |
| 星期一至五       | 06:00-07:00 | 20           |
| 星期一至五       | 07:00-08:00 | 15           |
| 星期一至五       | 08:00-08:50 | 10           |
| 星期一至五       | 08:50-09:50 | 12           |
| 星期一至五       | 09:50-10:35 | 15           |
| 星期一至五       | 10:35-11:55 | 20           |
| 星期一至五       | 11:55-13:55 | 15           |
| 星期一至五       | 13:55-15:55 | 20           |
| 星期一至五       | 15:55-16:55 | 15           |
| 星期一至五       | 16:55-20:55 | 20           |
| 星期一至五       | 20:55-23:00 | 25           |
| 星期六           | 06:00-09:00 | 20           |
| 星期六           | 09:00-10:00 | 15           |
| 星期六           | 10:00-18:00 | 20           |
| 星期六           | 18:00-23:00 | 25           |
| 星期日及公眾假期 | 06:00-08:55 | 25           |
| 星期日及公眾假期 | 08:55-09:55 | 20           |
| 星期日及公眾假期 | 09:55-10:45 | 25           |
| 星期日及公眾假期 | 10:45-12:45 | 20           |
| 星期日及公眾假期 | 12:45-22:20 | 25           |
| 星期日及公眾假期 | 22:20-23:00 | 20           |

## 收費
全程：$6.3
- 香港中央圖書館往荷李活道／史釗域道往勵德邨：$5.2
- 皇后街往勵德邨：$6.3
- 聖保祿醫院往勵德邨：$4.8

| - 本線設有12歲以下小童及65歲或以上長者半價優惠。 - 65歲或以上香港居民使用「樂悠咭」，以及12歲以下合資格殘疾兒童使用「殘疾人士身份」個人八達通繳付車資，均可享有每程$2.0或半價（以較低者為準）的票價優惠；12至64歲合資格殘疾人士使用「殘疾人士身份」個人八達通（包括「樂悠咭」），以及60至64歲香港居民使用「樂悠咭」繳付車資，均可享有每程$2.0或全費（以較低者為準）的票價優惠。 - 65歲或以上長者如使用長者或一般個人八達通繳付車資，則只可享有半價優惠；12至64歲合資格殘疾人士如不使用「殘疾人士身份」個人八達通，以及60至64歲人士如不使用「樂悠咭」繳付車資，必須繳付全費。 - 乘客可以現金或八達通於上車時付款，不設找續。 - 每位成人乘客可免費攜帶最多兩名4歲以下而不佔座位的兒童乘客乘車，超額之4歲以下小童必須繳付小童車費乘車。 - 九龍巴士、城巴及龍運巴士全職員工及家屬（不包括外判職員）可免費乘搭本路線，惟必須拍職員或職員家屬八達通。 - 乘客亦可使用AlipayHK「易乘碼」、支付寶、WeChatHK／微信支付「搭車碼」、銀聯雲閃付「乘車碼」及BOC Pay「乘車碼」、具有感應式支付功能的VISA、Mastercard及銀聯卡，以及Apple Pay、Google Pay及Samsung Pay流動支付平台繳付車資。使用此支付方式的乘客可享有中途下車之分段收費，以及與其他城巴獨營路線或聯營線城巴班次之轉乘優惠，惟不適用於與非城巴路線之轉乘優惠。乘客亦不能享有「公共交通費用補貼計劃」及「長者及合資格殘疾人士公共交通票價優惠計劃」。 |

### 八達通轉乘優惠
乘客登上本線後90分鐘內以同一張八達通卡轉乘以下路線，或從以下路線登車後90分鐘內以同一張八達通卡轉乘本線，次程可獲車資折扣優惠：
26←→12、12M、23
- 26往荷李活道 → 12往羅便臣道，次程車資全免
- 26往荷李活道 → 12M往柏道，次程可獲$2.8折扣優惠，優惠祇適用於勵德邨及大坑道登上路線26的乘客
- 26往荷李活道 → 23往蒲飛路，次程可獲$4.5折扣優惠
- 12往中環 → 26往勵德邨，回贈首程車資
- 12M往金鐘 → 26往勵德邨，次程可獲$2.4折扣優惠，優惠祇適用於柏道起登上路線12M的乘客
- 23往北角碼頭 → 26往勵德邨，次程車資全免

26←→19，次程可獲$1折扣優惠
- 26任何方向 → 19往跑馬地
- 19往小西灣 → 26往勵德邨

## 使用車輛
雖然本線原則上可以使用12米巴士行走，但因需求有限，加上本線與81線共用車源，而81線受峰霞道近峰華邨曉峰樓迴旋處寬度影響而不能使用12米巴士，亦間接令本線曾有一段長時間從未使用12米巴士營運，直至2022年3月5日才首次使用12米巴士營運。
本線與81線經常交換車輛行走，以作車務調動或班次調節。
現時行駛26線的巴士以下列車款為主：
- 11.3米Enviro 500（4000-4039）
- 11.3米E500MMC（4040-4091）
- 青年JNP6120GR（2600-2607）
- Enviro 400（38**）

## 行車路線
經：勵德邨道、大坑道、銅鑼灣道、摩頓臺、高士威道、伊榮街、邊寧頓街、怡和街、軒尼詩道、金鐘道、德輔道中、摩利臣街、干諾道中、干諾道西、德輔道西、皇后街、皇后大道西、荷李活道、雲咸街、下亞厘畢道、雪廠街、遮打道、美利道（德輔道中）、金鐘道、軒尼詩道、怡和街、銅鑼灣道、銅鑼灣徑、大坑道天橋、大坑道及勵德邨道。
逢星期日及公眾假期不經斜體字之路段，改經德輔道中後返回原有路線。

### 沿線車站
| 勵德邨開 | 勵德邨開         | 勵德邨開       |
| 序號     | 車站名稱         | 位置           |
| -------- | ---------------- | -------------- |
| 1        | 勵德邨           | 勵德邨巴士總站 |
| 2        | 勵德邨邨榮樓     | 勵德邨道       |
| 3        | 利群道           | 大坑道         |
| 4        | 豪園             | 大坑道         |
| 5        | 香港中央圖書館   | 摩頓臺         |
| 6        | 伊榮街           | 伊榮街         |
| 7        | 怡和街           | 怡和街         |
| 8        | 堅拿道東         | 軒尼詩道       |
| 9        | 天樂里           | 軒尼詩道       |
| 10       | 北海中心         | 軒尼詩道       |
| 11       | 軒尼詩道官立小學 | 軒尼詩道       |
| 12       | 修頓球場         | 軒尼詩道       |
| 13       | 晏頓街           | 軒尼詩道       |
| 14       | 太古廣場         | 金鐘道         |
| 15       | 中銀大廈         | 金鐘道         |
| 16       | 置地廣場         | 德輔道中       |
| 17       | 中環街市         | 德輔道中       |
| 18       | 急庇利街         | 德輔道中       |
| 19       | 西港城           | 干諾道西       |
| 20       | 皇后街           | 皇后街         |
| 21       | 普仁街           | 荷李活道       |
| 22       | 樂古道           | 荷李活道       |
| 23       | 文武廟           | 荷李活道       |
| 24       | 荷李活華庭       | 荷李活道       |
| 25       | 卑利街           | 荷李活道       |
| 26       | 大館             | 荷李活道       |
| 27       | 雲咸街           | 雲咸街         |
| 28       | 泄蘭街           | 雪廠街         |
| 29       | 新顯利大廈       | 雪廠街         |
| 30*      | 皇后像廣場       | 遮打道         |
| ^        | 皇后像廣場       | 德輔道中       |
| 31       | 金鐘站           | 金鐘道         |
| 32       | 盧押道           | 軒尼詩道       |
| 33       | 史釗域道         | 軒尼詩道       |
| 34       | 杜老誌道         | 軒尼詩道       |
| 35       | 灣仔消防局       | 軒尼詩道       |
| 36       | 百德新街         | 怡和街         |
| 37       | 聖保祿醫院       | 銅鑼灣道       |
| 38       | 豪園             | 大坑道         |
| 39       | 光明臺           | 大坑道         |
| 40       | 勵德邨德全樓     | 勵德邨道       |
| 41       | 勵德邨           | 勵德邨巴士總站 |

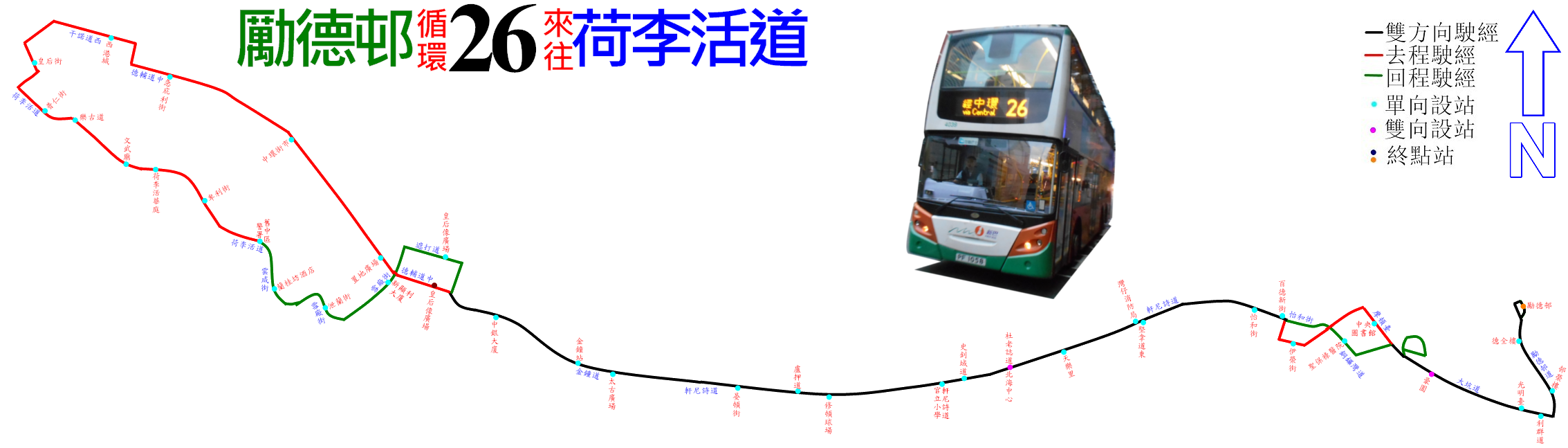
本線的走線圖

- 逢星期日及公眾假期不停靠有 * 之車站，並改停有 ^ 號之車站。

## 外部連結
- 城巴26線 （页面存档备份，存于）